# Беляков, Анатолий Михайлович
Анато́лий Миха́йлович Беляко́в (6 марта 1933, Оренбург, РСФСР — 14 февраля 2017, Москва, Российская Федерация.) — советский государственный и партийный деятель. Первый секретарь Бурятского обкома КПСС (1984—1990).

## Биография
Окончил Куйбышевский инженерно-строительный институт. Член КПСС с 1960 г. По национальности русский.
С 1956 г. работал на стройках Кемеровской области.
- 1964—1967 гг. — первый секретарь Мысковского горкома КПСС (Кемеровская область).
- 1967—1970 гг. — заведующий отделом Бурятского обкома КПСС,
- 1970—1984 гг. — первый секретарь Улан-Удэнского горкома КПСС,
- 1984—1990 годах — первый секретарь Бурятского обкома КПСС.

В эти годы в Улан-Удэ были возведены и сданы в эксплуатацию жилые кварталы Октябрьского района, застроены проспект Строителей, 18-й квартал, 40-й квартал, пос. Восточный, введены в строй значимые объекты социального назначения: больница скорой медицинской помощи, городской Дворец детского и юношеского творчества, реконструировался цгородок ЛВРЗ. Были созданы крупные строительные организации: СМП-834, «Бурятгражданстрой»; построены такие крупные предприятия, как «Улан — Удэстальмост», аэропорт, «Бурятферммаш», фабрика верхнего трикотажа.
В 1990 г. — председатель Государственного комитета РСФСР по вопросам национальностей.
В 1990—1991 гг. — заведующий отделом ЦК КП РСФСР по работе с общественно-политическими объединениями и движениями.
Кандидат в члены ЦК КПСС (1986—1990). Депутат Совета Союза Верховного Совета СССР (1984—1989) от Бурятской АССР. Народный депутат СССР. 
Похоронен на Троекуровском кладбище (участок 25)

## Награды и звания
Награжден орденами Октябрьской Революции, Трудового Красного Знамени и Дружбы народов.
«Почетный гражданин г. Улан-Удэ» (2004).